# Овсяник, Мария Павловна
Мария Павловна Овсяник (12 февраля 1924, теперь Краснокутского района Харьковской области — ?)  — украинская советская деятельница, новатор сельскохозяйственного производства, доярка колхоза имени Сталина («Маяк») Краснокутского района Харьковской области. Депутат Верховного Совета УССР 5-го созыва. Герой Социалистического Труда (26.02.1958).

## Биография
Родилась в крестьянской семье. Во время Великой Отечественной войны была вывезена на сельскохозяйственные работы в Германию.
В 1940—1960-е годы — доярка колхоза имени Сталина («Маяк») пгт. Краснокутск Краснокутского района Харьковской области. В течение многих лет систематически добивалась высоких надоев молока — 6 тысяч литров от каждой из закрепленных за ней коров.
Ударник коммунистического труда Мария Овсяник была участником Всесоюзной сельскохозяйственной выставки, нескольких республиканских совещаний передовиков сельского хозяйства в Киеве. Опыт Марии Овсяник стал достоянием многих доярок Краснокутского района.
С середины 1960-х годов — заведующий яслей пгт. Краснокутск Краснокутского района Харьковской области.
Потом — на пенсии в селе Степановке Краснокутского района Харьковской области.

## Награды
- Герой Социалистического Труда (26.02.1958)
- орден Ленина (26.02.1958)
- ордена
- медали